# 天神坂
天神坂（てんじんざか）は
- 東京都港区高輪にある坂。
- 大阪府大阪市天王寺区にある坂。

本頁では双方を記載する。

## 東京都港区の天神坂
天神坂（てんじんざか）は東京都港区高輪にある坂。港区白金1丁目の清正公前から桜田通りを横切り、南東方向に入る。 坂を下ると、名光坂上に出る。
坂の北東側に古壽老稲荷神社がある。

### 名前の由来
古く、菅原道真に関わる祠があったため。また、葭原が見えることから別名葭見坂・吉見坂（よしみざか）とも言われたという説がある。
| 道標 |  | 坂上より |
| 道標 |  | 坂上より |

## 大阪市天王寺区の天神坂

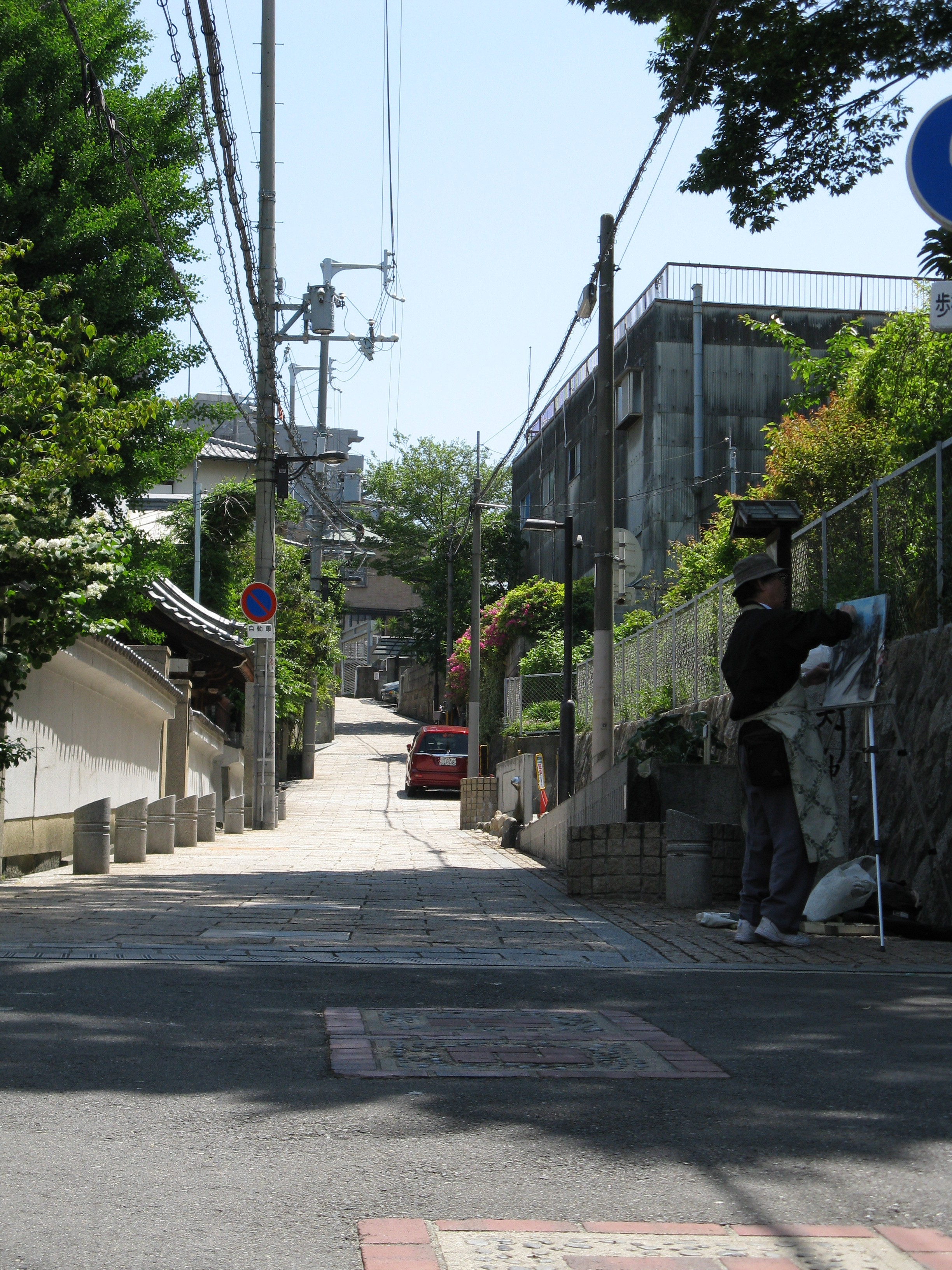
天神坂の上り口

天神坂（てんじんざか）は大阪府大阪市天王寺区にある坂。天王寺七坂の一つ。
天王寺区伶人町と逢阪1丁目との境界に位置する。東西に通じ、西側の標高が低くなっており、東は谷町筋、西側は松屋町筋に接続する。途中、菅原道真を祀る安居神社へ通じており、天神坂の名の由来となっている。
かつて、安居神社鳥居の前に「相坂の清水」と呼ばれた名水処があった。現在は坂の上り口から神社脇にかけて清水をイメージした疏水が設けられている。